# Communications of the ACM
Communications of the ACM — щомісячний журнал Association for Computing Machinery (ACM). Було засновано 1957 року Солом Розеном, який і став його першим редактором. Розсилається всім членам ACM.
Матеріали орієнтовані на читачів, які мають знання в усіх областях інформатики та інформаційних систем. Основна увага приділяється практичним наслідкам розвитку інформаційних технологій та пов'язаним з цим проблемам менеджменту. ACM також випускає велику кількість журналів більш теоретичного спрямування.
Журнал поєднує науково-популулярний, професійний та науковий формати. Статті проходять рецензування, але часто трапляється так, що надруковані статті є підсумком досліджень, які були надруковані деінде. Надруковані матеріали повинні бути доступні та відповідати інтересам широкого кола читачів.
Починаючи з 1960 року CACM також публікує алгоритми на мові ALGOL. Збірки алгоритмів пізніше стають відомими як Collected Algorithms of the ACM.
CACM оголосив про перехід на повністю відкритий доступ у лютому 2024 року, як частину зобов'язання ACM зробити всі статті відкритими для доступу.
Згідно з Journal Citation Reports, журнал має імпакт-фактор 22.7 за 2023 рік.